# Kfz-Kennzeichen (Griechenland)

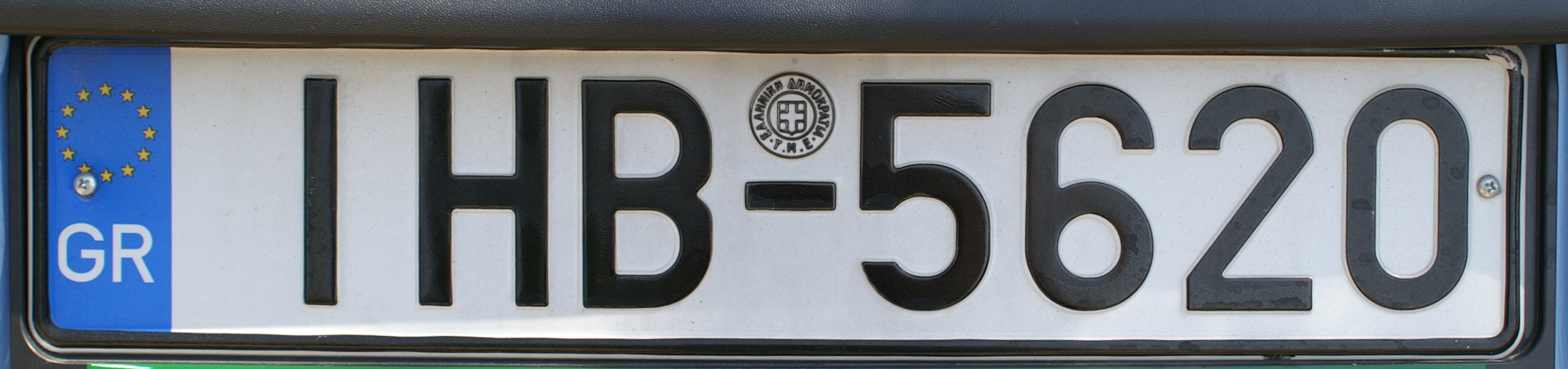
Aktuelles griechisches Kfz-Kennzeichen

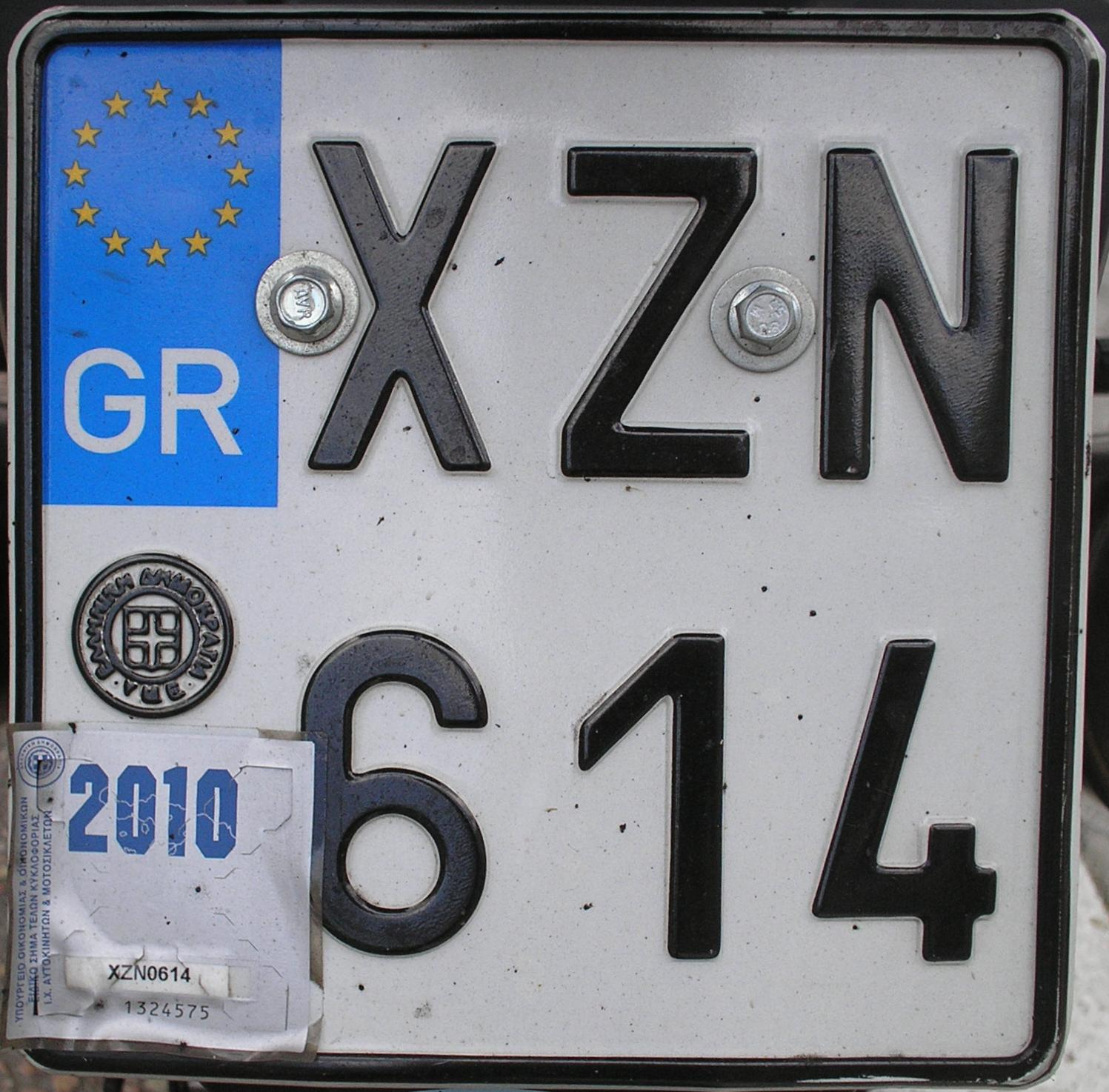
Motorrad-Kennzeichen

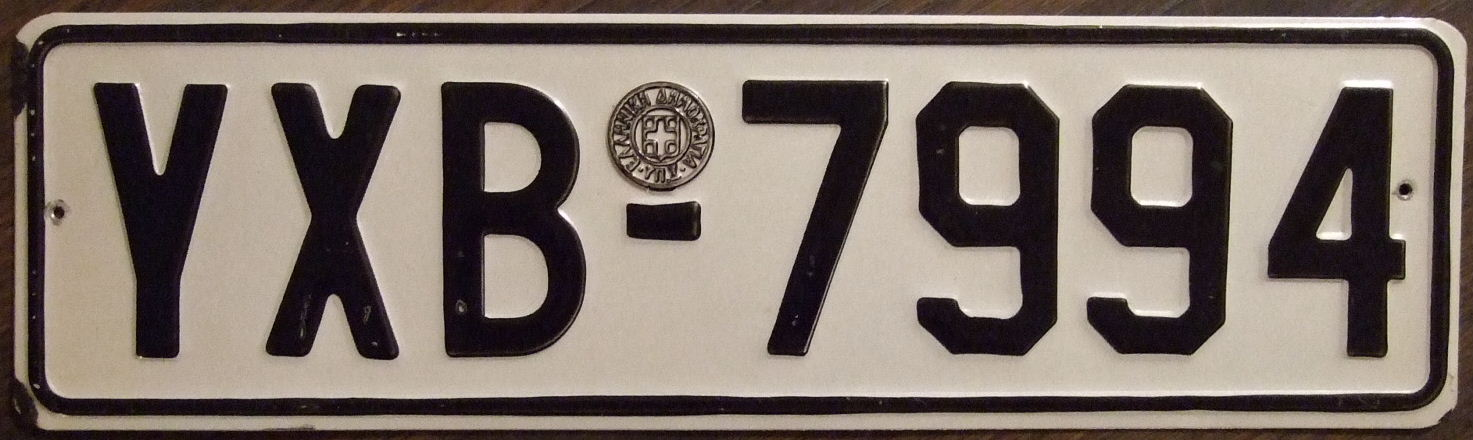
Kennzeichen ohne Eurofeld (1983–2004)

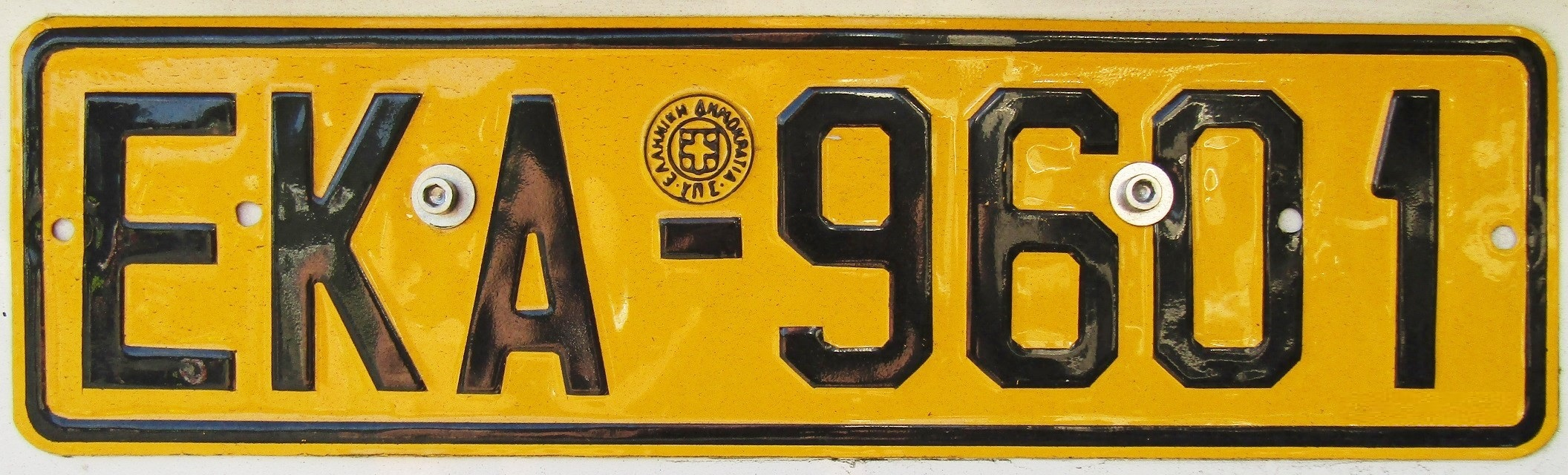
Lkw-Kennzeichen

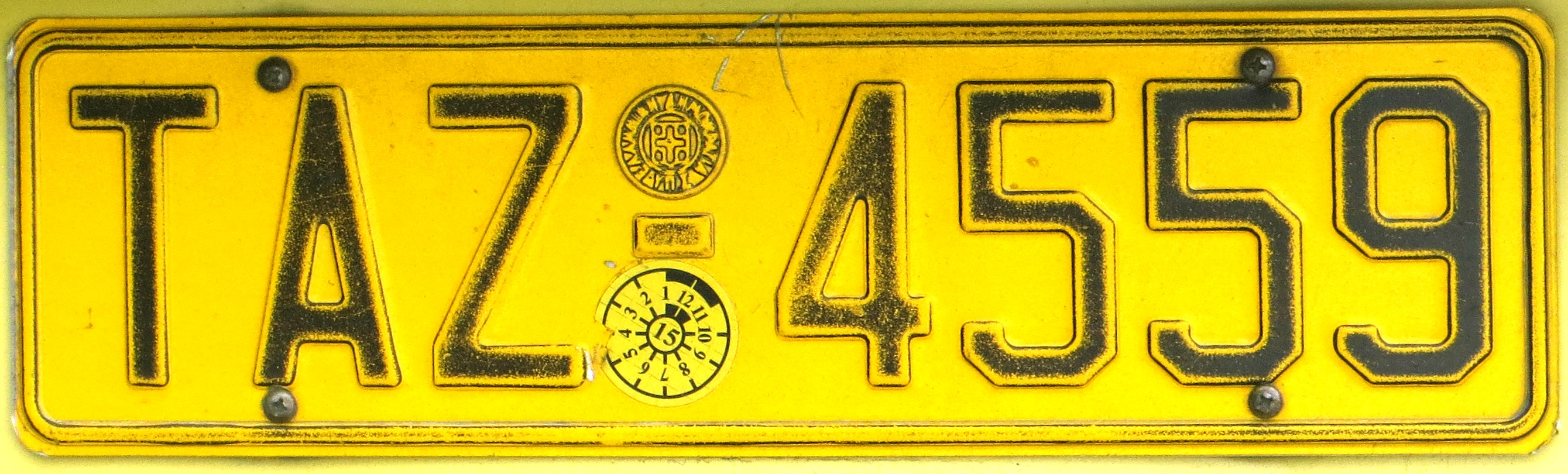
Taxikennzeichen

Kennzeichen für Regierungsfahrzeuge

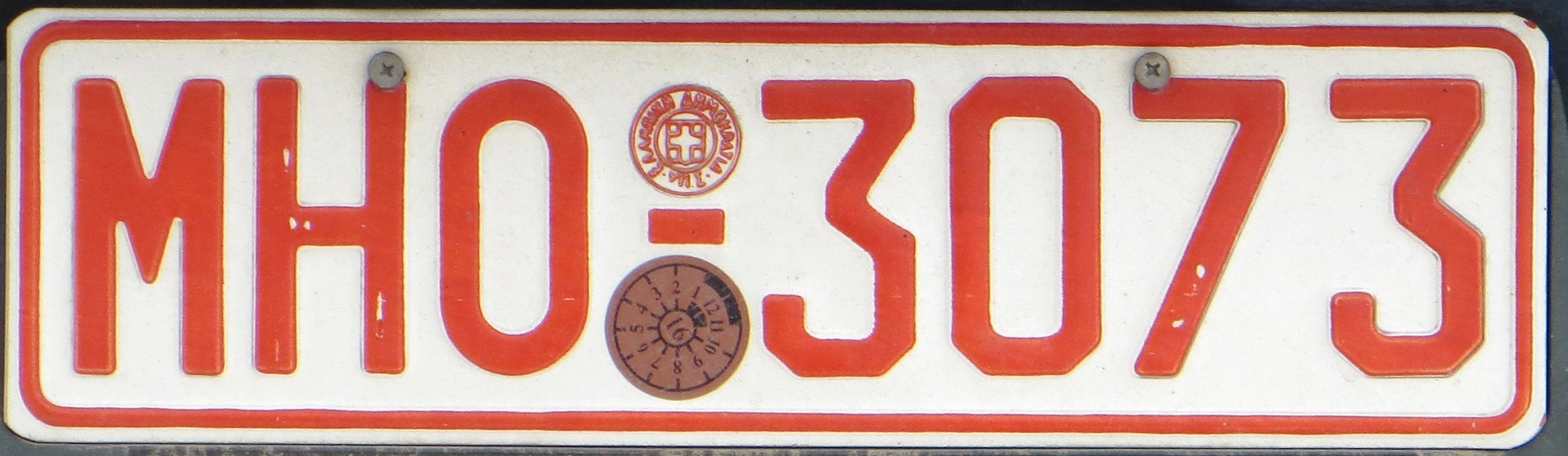
Kennzeichen für steuerlich begünstigte Fahrzeuge

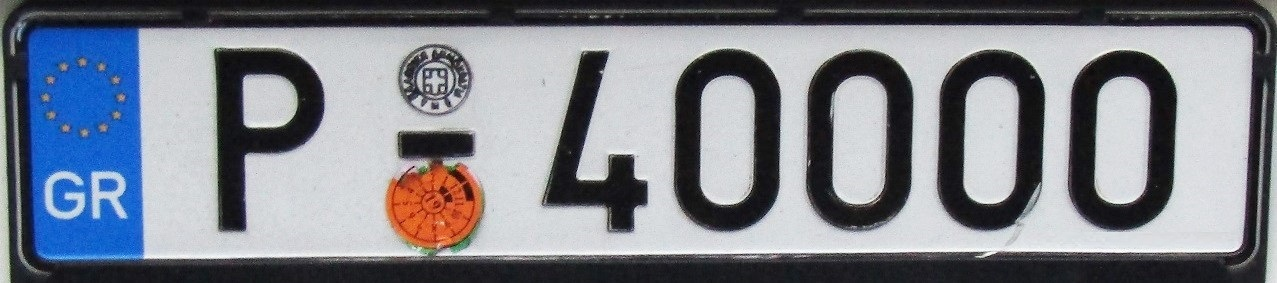
Anhängerkennzeichen

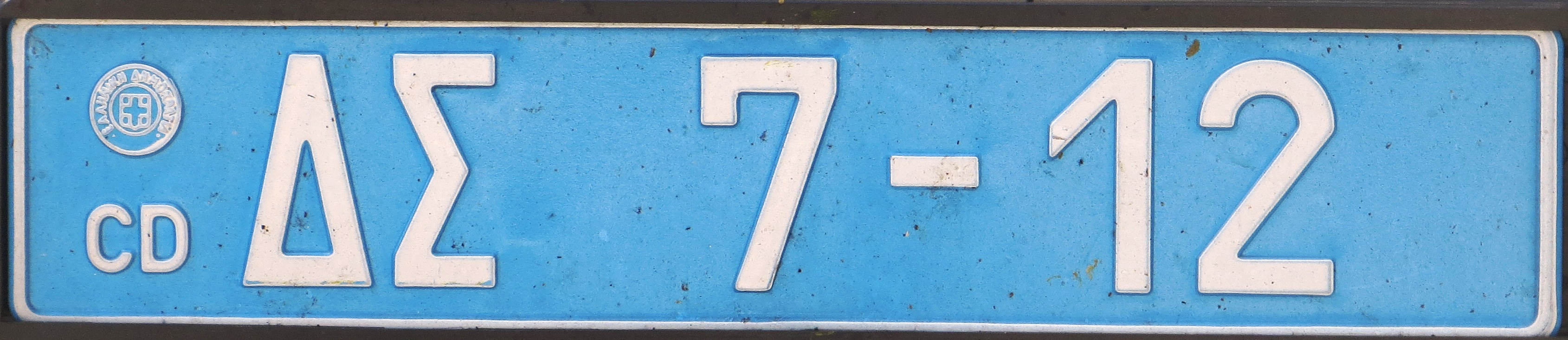
Diplomatenkennzeichen seit 2012

Armeekennzeichen

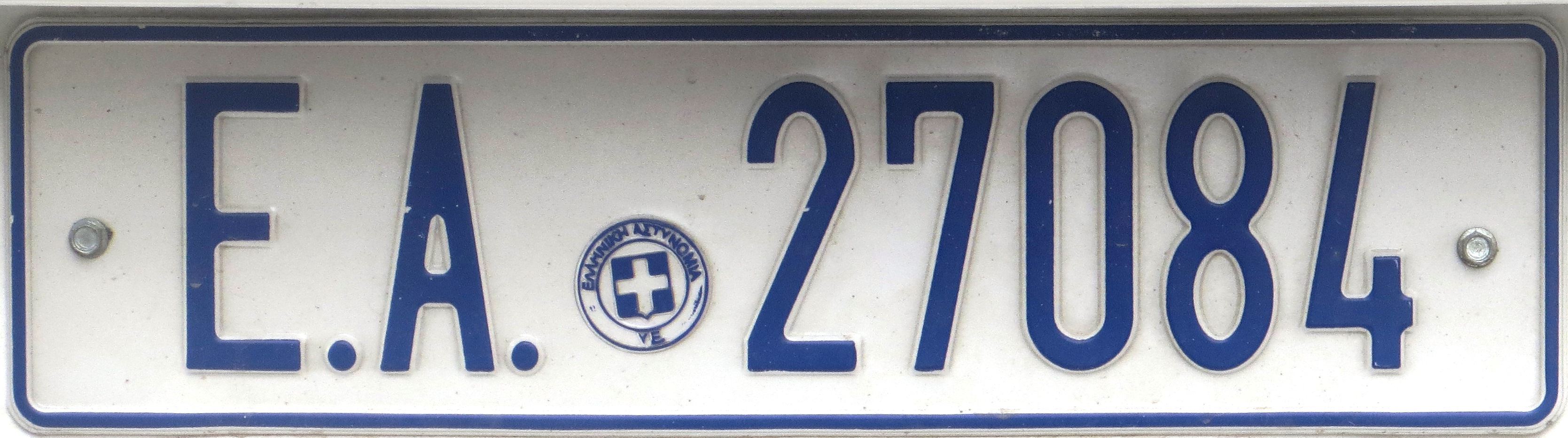
Polizeikennzeichen

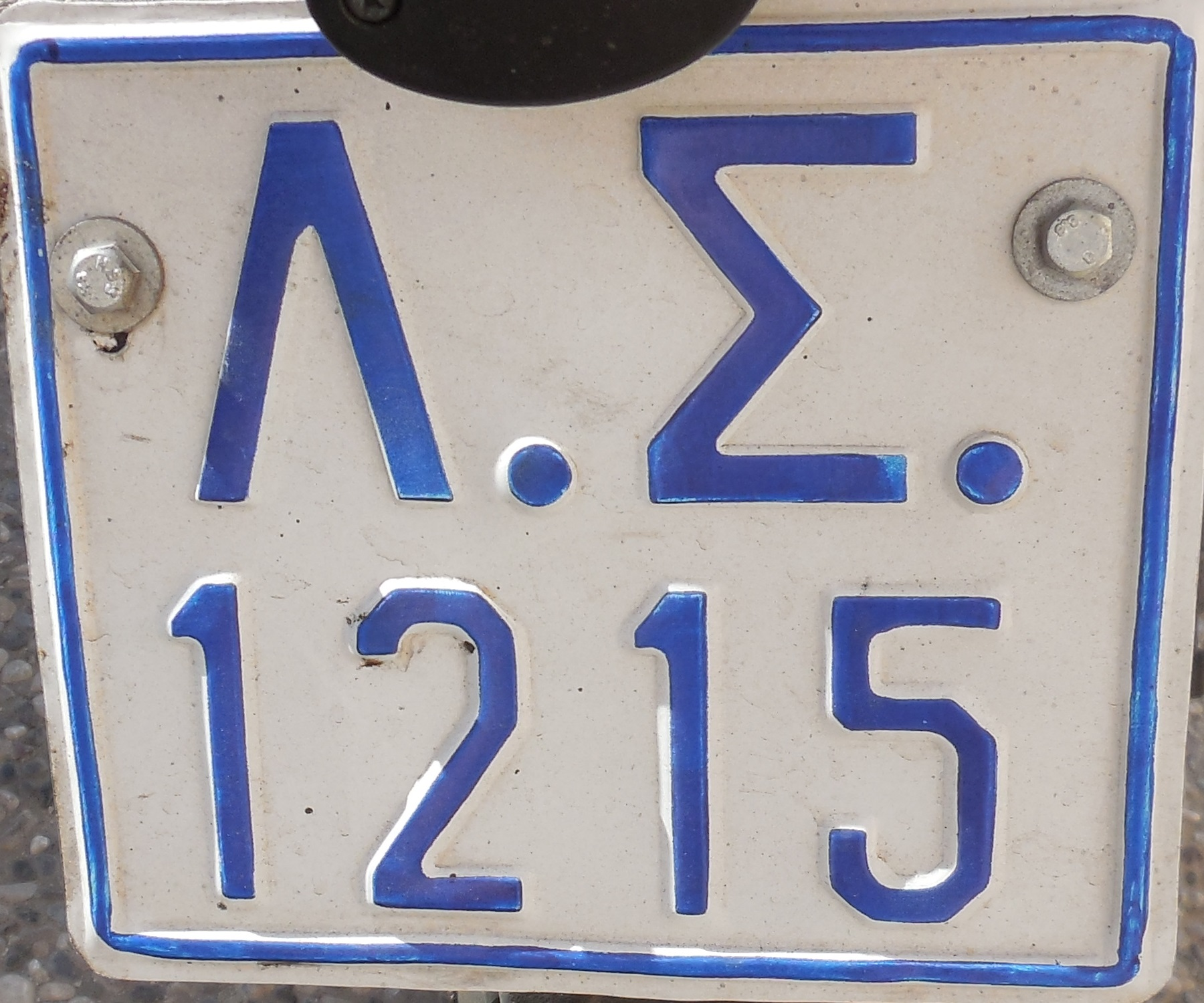
Motorradkennzeichen für Hafenpolizei und Küstenwache

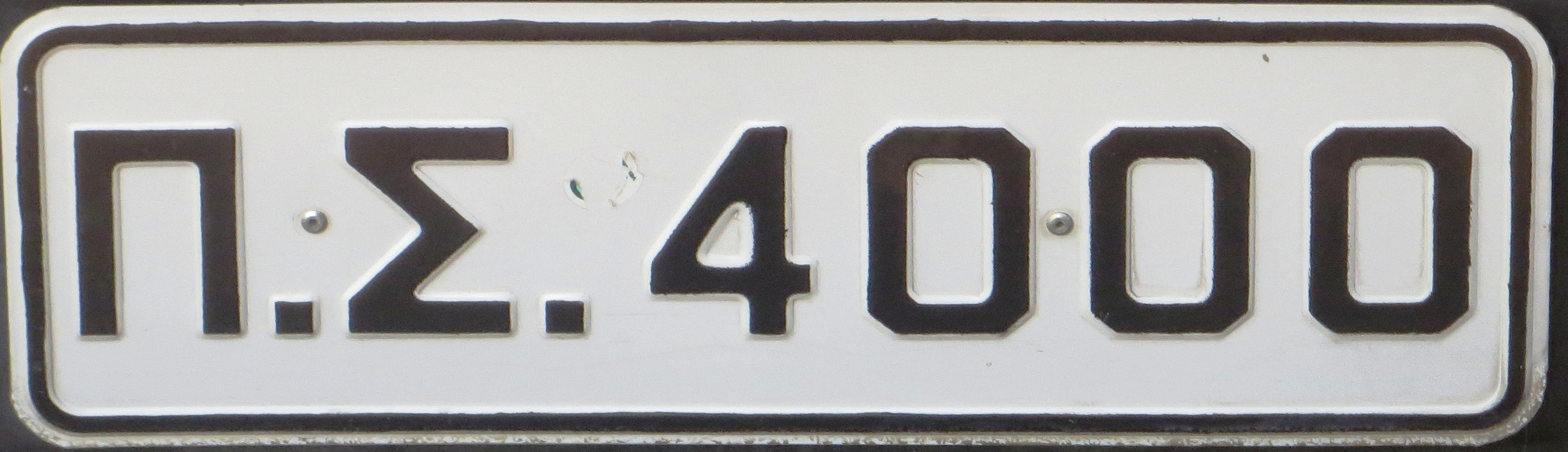
Feuerwehr-Kennzeichen

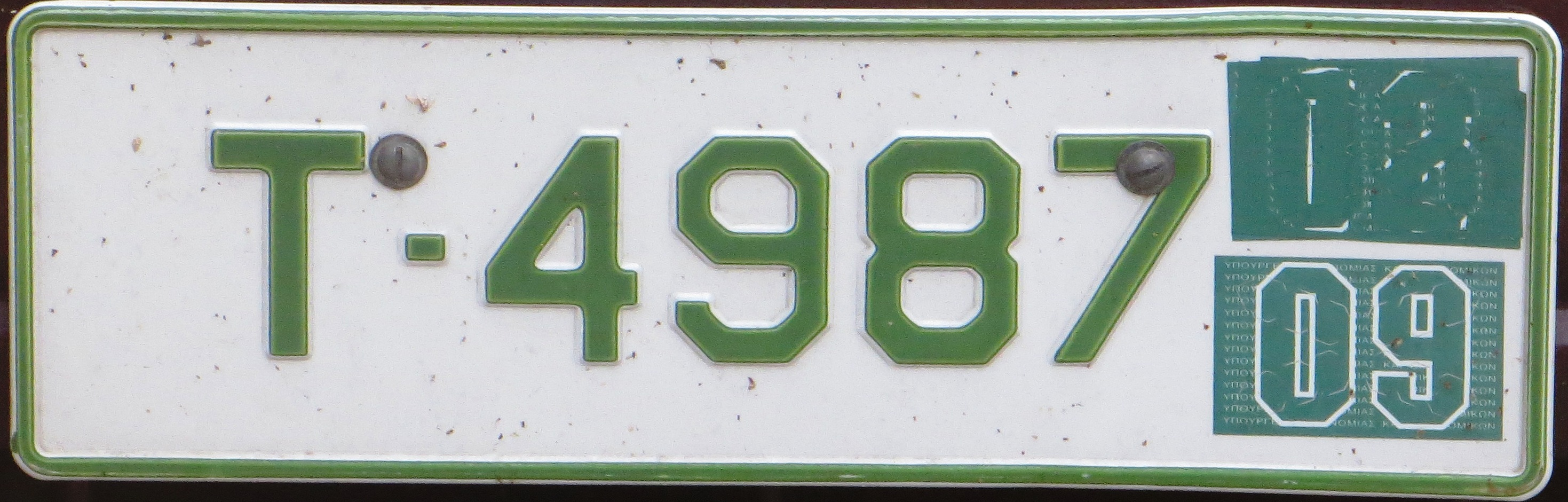
Export-Kennzeichen

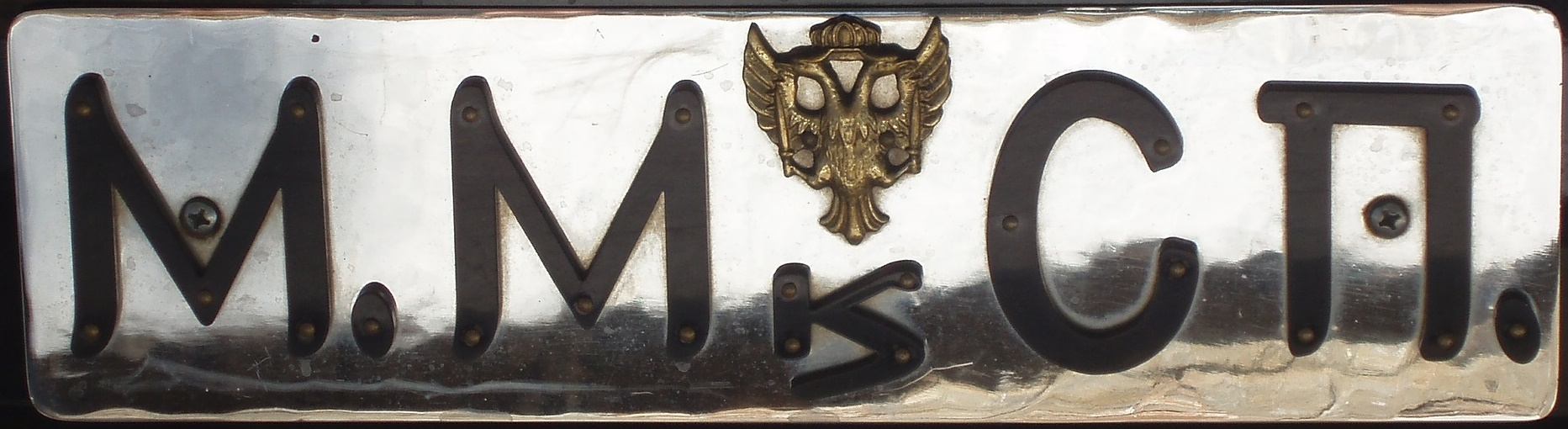
Kennzeichen eines Metropoliten

Die aktuellen Kfz-Kennzeichen Griechenlands wurden 2004 eingeführt. Griechische Schilder sind fahrzeuggebunden und verbleiben auch bei Verkauf oder Umzug am Fahrzeug, was Rückschlüsse auf die Herkunftsregion nur bedingt zulässt.

## Gestaltung
Mit schwarzer Schrift auf weißem Grund entsprechen die Kennzeichen denen der meisten anderen EU-Länder. Am linken Rand befindet sich ebenso ein blaues Band mit dem Sternenkreis der Europäischen Union und dem Nationalitätszeichen GR darunter. Das Schild beginnt mit drei Buchstaben, von denen die ersten beiden Auskunft über die lokale Verkehrsbehörde geben, bei der das Fahrzeug erstmals angemeldet wurde. In der Regel stimmen die Zulassungsgebiete mit den Präfekturen bzw. deren Verwaltungssitz überein. Der dritte Buchstabe wird in manchen Bezirken von der Art des Fahrzeugs abhängig gemacht, so werden teilweise gewisse Buchstaben nur für Motorräder, andere nur für Pkw gebraucht. Nach den Buchstaben folgt ein Bindestrich unter einem Siegel mit der Aufschrift ΕΛΛΗΝΙΚΗ ΔΗΜΟΚΡΑΤΙΑ (Ellinikí Dimokratía, Hellenische Republik). Das Schild endet auf eine vierstellige Zahl zwischen 1000 und 9999. Wunschkennzeichen sind in Griechenland nicht verfügbar.
Auf gewöhnlichen Kennzeichen werden nur solche Buchstaben verwendet, die – zumindest vom äußeren Aussehen her – sowohl im griechischen als auch im lateinischen Alphabet vorkommen (A, B, E, H, I, K, M, N, O, P, T, X, Y und Z). Sonderkennzeichen für Polizei, Militär etc. enthalten dagegen weitere griechische Buchstaben.
Die Kennzeichen sind auch in einer zweizeiligen Version erhältlich, welche aber deutlich seltener vorkommt. Für Motorräder werden verkleinerte Zweizeiler ausgegeben, die unter den drei Buchstaben maximal drei Ziffern zeigen. Die Nummerierung beginnt hier – im Gegensatz zu den Pkw-Schildern – bei 1. Führende Nullen werden nicht verwendet.
Das grundlegende Schema der Nummernschilder wurde bereits 1983 eingeführt. Bis zur Überarbeitung und Einführung des Eurofeldes 2004 wurde eine eckigere Schriftart verwendet. Zudem waren die Schilder mit 330 × 100 mm (vorn) bzw. 425 × 120 mm (hinten) wesentlich kürzer.

## Kennzeichen-Varianten
- Gelbe Kennzeichen mit schwarzer Aufschrift werden für Lkw, Busse und Taxis verwendet. Bei diesen Schildern geben die Buchstaben keine Auskunft über die Herkunft; es werden aber spezifische Buchstaben-Serien an bestimmte Fahrzeugklassen vergeben. Die Buchstabenblöcke TAA und TAB sind beispielsweise für Taxis reserviert.
- Orangefarbene Kennzeichen sind Regierungsfahrzeugen vorbehalten. Der Buchstabenblock beginnt hier mit einem Κ.
- Für Fahrzeuge mit reduziertem Steuersatz und von Ausländern nach Griechenland importierte Fahrzeuge werden weiße Schilder mit roter Schrift genutzt.
- Kennzeichen für Anhänger zeigen den Einzel-Buchstaben Ρ, gefolgt von Siegel, Bindestrich und fünf Ziffern.

## Sonderkennzeichen
In Griechenland werden für viele Zwecke und Organisationen spezielle Nummernschilder ausgegeben. Diese entsprechen nicht dem Aussehen der Standard-Kennzeichen und zeigen darüber hinaus auch griechische Buchstaben. In der Regel beginnen die Kennzeichen mit Buchstaben und enden auf Ziffern.
- Bei Diplomatenkennzeichen gibt die erste Zahlengruppe das Herkunftsland der Mission an.
- Militärische Schilder beginnen mit einer Variante der griechischen Flagge.
- Kennzeichen für Polizei bzw. Hafenpolizei und Küstenwache zeigen zwei blaue, griechische Buchstaben und eine vier- bis fünfstelligen Zahlenblock.
- Für Export-Kennzeichen wird grüne Schrift benutzt. Sie zeigen einen Buchstaben, vier Ziffern und die Angabe der Gültigkeit am rechten Rand.
- Die Dienstwagen der Metropoliten nutzen Sonderkennzeichen mit goldenen dreidimensionalen Buchstaben auf schwarzem Hintergrund (seltener schwarz auf weiß).

| Kürzel | Bedeutung                               | Verwendung           |
| ------ | --------------------------------------- | -------------------- |
| ΔΟΚ    | Δοκιμαστικές (Dokimastikes)             | Händlerkennzeichen   |
| ΔΣ     | Διπλωματικό Σώμα (Diplomatiko Soma)     | Diplomatisches Korps |
| Ε.Α.   | Ελληνική Αστυνομία (Elliniki Astynomia) | Polizei              |
| ΛΣ     | Λιμενικό Σώμα (Limeniko Soma)           | Küstenwache          |
| ΞΑ     | Ξένες Αποστολές (Xenes Apostoles)       | Botschaftsfahrzeuge  |
| ΠΑ     | Πολεμική Αεροπορία (Polemiki Aeroporia) | Luftwaffe            |
| ΠΝ     | Πολεμικό Ναυτικό (Polemiko Naftiko)     | Kriegsmarine         |
| ΠΣ     | Πυροσβεστικό Σώμα (Pyrosvestiko Soma)   | Feuerwehrfahrzeuge   |

## Autonome Republik Athos
Die Autonome Mönchsrepublik Athos hatte bis 2004 eigene Kennzeichen, die jedoch international nicht anerkannt wurden. Diese waren weiß, begannen mit AO (Agion Oros = Heiliger Berg) gefolgt von einem gekrönten Doppelkopfadler und ein bis drei Ziffern. Seit 2004 ähneln die Kennzeichen den Griechischen: Die EU-Banderole ist identisch, der Aufbau unterscheidet sich jedoch. Die ersten beiden Buchstaben sind weiterhin AO, anschließend folgt wieder der Doppelkopfadler, sowie drei und zwei Ziffern, getrennt durch ein Siegel. Im Gegensatz zu den griechischen Kennzeichen verwendet Athos die FE-Schrift. Diese Kennzeichen sind auf Grund der EU-Banderole weltweit anerkannt und gültig.

## Kennungsliste
Der Sitz der Verwaltung wird in Klammern angegeben.
- ΥΑ, ΥΒ, ΥΕ, ΥΖ, ΥΗ, ΖΖ, ΖΗ, ΖΚ, ΖΜ, ΙΒ, ΙΕ, ΙΖ, ΙΗ, ΙΚ, ΙΜ, ΙΟ, ΙΡ, ΙΤ, ΙΥ, ΧΕ, ΧΖ, ΧΗ, ΧΡ, ΧΤ, ΧΥ, ΧΧ, ΗΒ, ΟΑ, ΟΒ, ΟΕ, ΟΖ, ΟΗ, ΟΙ, ΟΚ, ΟΜ, ΟΝ, ΟΟ, ΟΤ, ΟΥ, ΟΧ, ΧΜ, ΖΕ, ΖΙ, ΖΟ Athen
- ΥΙ, ΥΚ, ΥΜ, ΥΝ, ΖΝ, ΖΡ, ΒΕ, ΒΖ, ΒΗ, ΒΧ, ΤΖ Piräus
- ΥΟ, ΥΡ, ΥΤ, ΖΤ, ΒΝ, ΒΡ Attika West
- ΥΥ, ΥΧ, ΖΥ, ΖΧ, ΒΚ, ΒΜ Attika Ost

- TX,ΑΗ, ΗΟ Xanthi
- ΑΙ, ΤΗ Ätolien-Akarnanien (Agrinio und Nafpaktos)
- ΑΚ, ΜΡ Lakonia (Sparta)
- ΑΜ Phokis (Amfissa)
- ΑΝ, ΑΕ Lasithi (Agios Nikolaos)
- ΑΡ, ΤΜ Argolis (Nauplion)
- ΑΤ Arta
- ΑΧ, ΑΖ, ΑΑ, ΑΥ Achaia

- ΒΙ, ΒΥ Viotia – Böotien (Livadia)
- ΒΟ, ΒΑ, ΒΤ Magnisia (Volos)

- Ε. Α. Polizei (Ελληνική Αστυνομία, Elliniki Astynomia)
- ΕΑ, KX Dodekanes (Kos)
- ΕΒ, ΜΧ Evros, Süden (Alexandroupoli)
- ΕΕ, ΜΜ Pella (Edessa)
- ΕΚ Lastkraftwagen des öffentlichen Dienstes, → ΙΑ
- ΕΜ, ΕΝ, ΕΟ Kykladen (Ermoupoli)
- ΕΡ, IX Serres
- ΕΥ Lefkada (ohne ΕΥΥ)

- ΖΑ, ΖΒ Zakynthos

- ΗΑ, ΗΕ Ilia / Elis
- ΗΡ, ΗΚ, ΗΗ, ΗΙ, ΗΤ, HZ Iraklio bzw. Iraklio
- ΗΜ, ΗΧ Imathia
- ΗΝ Thesprotia (Igoumenitsa)

- ΙΑ auch Lastkraftwagen des öffentlichen Dienstes, → ΕΚ
- ΙΝ, ΙΙ Ioannina

- ΚΑ, ΜΚ Karditsa
- ΚΒ Kavala
- ΚΕ Kefallinia
- ΚΖ, ΜΝ Kozani
- ΚΗ Evrytania (Karpenisi) (ohne ΚΗΙ, ΚΗΟ, ΚΗΥ)
- ΚΙ, ΕΧ Kilkis
- ΚΜ, ΜΖ Messenien (Kalamata)
- ΚΝ, ΤΙ Pieria (Katerini)
- ΚΟ, ΤΤ Rodopi (Komotini) (ohne ΚΟΗ, ΚΟΚ, ΚΟΡ)
- ΚΡ, ΡΒ Korinthos
- ΚΤ Kastoria
- ΚΥ, ΤΒ, ΤΕ, ΚΗ Kerkyra (Korfu)

- ΜΕ Ätolien-Akarnanien (Mesolongi)
- ΜΗ Lesbos, Insel Limnos (Myrina)
- ΜΙ, ΗΥ Fthiotida (Lamia)
- ΜΟ, ΜΒ Samos (ohne ΜΟΙ, ΜΟΟ, ΜΟΥ)
- ΜΥ, ΜΤ Lesbos (Mytilini)

- ΝΑ, ΝΒ, ΝΕ, ΝΖ, ΝΗ, ΝΜ, ΝΝ, ΝΟ, ΝΡ, ΝΤ, ΝΥ, ΝΧ, ΖΕ, ΖΙ, ΖΟ Thessaloniki

- ΟΡ Orestiada, Norden

- ΡΑ Florina (ohne ΡΑΙ, ΡΑΟ, ΡΑΥ)
- ΡΕ, ΡΗ Rethymno
- ΡΖ, ΤΧ Preveza
- ΡΙ, ΡΡ, ΡΤ Larisa
- ΡΜ, ΤΟ Drama
- ΡΝ Grevena (ohne ΡΝΙ, ΡΝΜ, ΡΝΝ, ΡΝΟ, ΡΝΡ)
- ΡΟ, ΡΧ Dodekanes (Rhodos)

- ΤΑ Taxi (Personenbeförderung)
- ΤΚ, ΤΝ Trikala
- ΤΡ Arkadien (Tripoli)

- ΧΑ, ΕΙ Euböa (Chalkida)
- ΧΙ, ΧΟ Chios
- ΧΚ, ΜΑ Chalkidiki
- ΧΝ, ΤΥ Chania

### Motorräder
In einigen Verwaltungsbezirken gibt es gesonderte Zulassungsbuchstaben für Motorräder. Es sind dies:
- ΑΒ Kavala
- ΑΟ Achaia
- ΒΒ Magnisia
- ΒΕ, ΖΝ, ΖΡ Piräus
- ΕΗ Euböa
- ΕΤ Korfu
- ΕΖ Kykladen
- ΙΚ, ΙΜ, ΙΟ, ΙΡ, ΙΤ, ΙΥ Athen
- ΚΚ Rodopi
- ΝΙ, ΝΚ Thessaloniki
- ΡΚ, ΡΥ Rhodos
- ΖΤ, ΥΤ Attika
- ΧΒ Chania